# CASPR
CASPR‏ (Contactin associated protein 1) هوَ بروتين يُشَفر بواسطة جين CASPR في الإنسان.